# Phalaenopsis honghenensis
Espèce
Phalaenopsis honghenensis est une espèce d'orchidées du genre Phalaenopsis originaire de Chine.